# 716

## Decese
- dată necunoscută: Irmina de Oeren  (n. ?)